# Marea Odaliscă

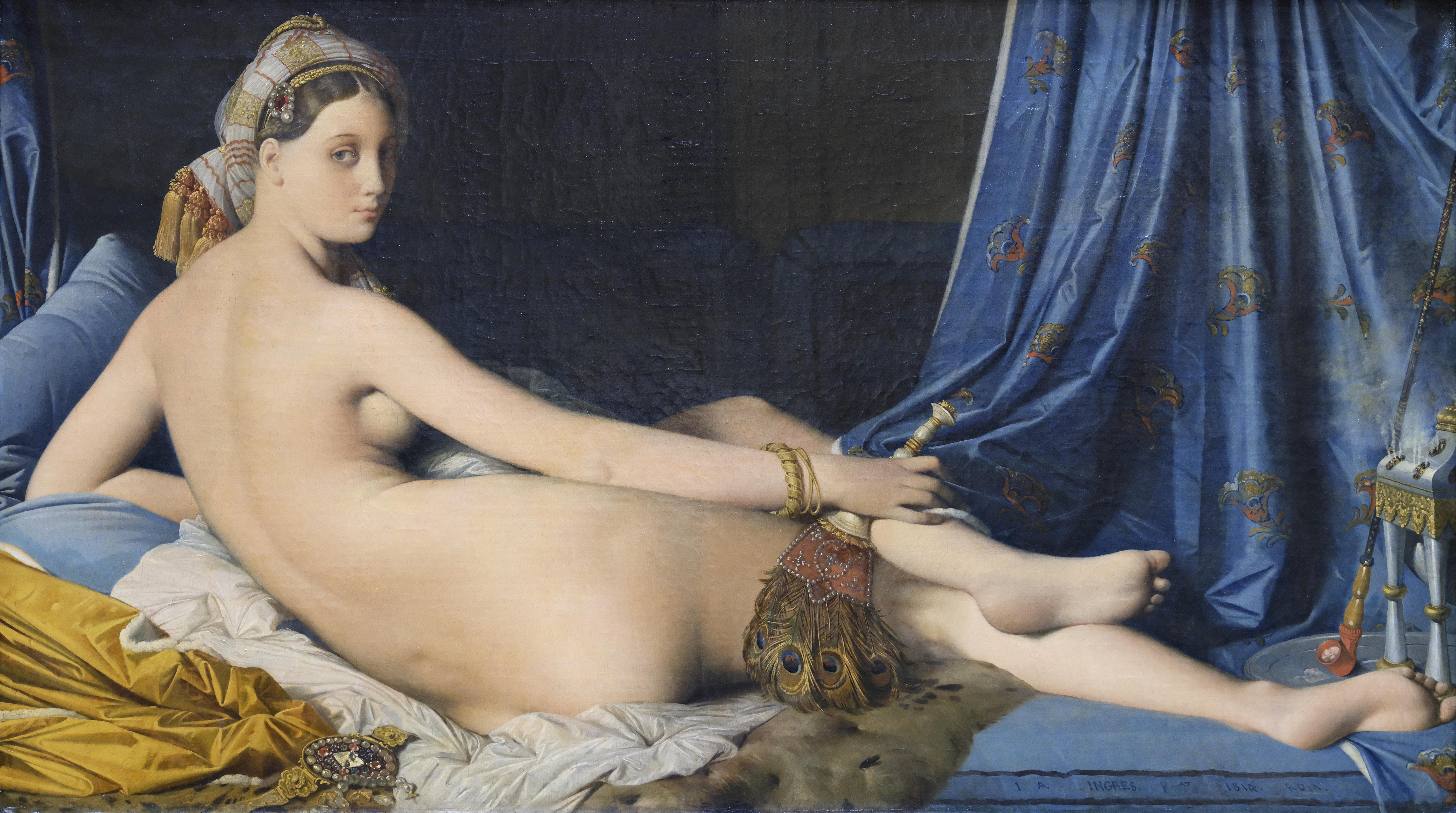
Marea Odaliscă, 1814 ; 91 x 162 cm Louvre, Paris

Marea Odaliscă este o pânză pictată de Jean Auguste Ingres în anul 1814.

## Descriere
Acest nud, reprezentând silueta zveltă a unei femei întinse, posedă farmecul discret și senzualitatea Femeii care se îmbăiază. Odalisca este întoarsă cu spatele la noi, dar ne arată totuși chipul. Mai mult chiar, ne observă cu ochii săi mari, lipsiți de gene, atât de tipici picturii lui Ingres.
Însă, cele mai caracteristice sunt liniile cursive ale trupului femeii. Purtând doar un turban pe cap și câteva bijuterii, se odihnește pe un pat acoperit cu țesături bogate. Draperii groase din damasc feresc trupul ei gol de ochi indiscreți. Umerii și capul ies în evidență pe fundalul întunecat, care îi pune în valoare luminozitatea pielii. Linia orizontală trasată de corpul femeii se întinde pe toată suprafața pânzei și conferă întregii scene o pace netulburată nici măcar de privirea pătrunzătoare a tinerei. Trăsăturile fetei sunt regulate, conturate de tușe ușoare și totuși precise, precum și de o umbră subtilă. Odalisca ne încântă printre altele și prin contrastul dintre poza statică și fluența formelor sale.

Marea Odaliscă - detaliu

Datorită unor tonuri cromatice clare și agreabile pe care pictorul le-a folosit pictând trupul, se creeaza senzația că acesta este la fel de armonios precum coada unui păaun deschisă în evantai. Curbura spatelui pare să nu se mai termine... dintr-un motiv simplu – odalisca are cu trei vertebre mai mult decât normal! Șoldurile sunt prea largi, gâtul răsucit, sânul rău poziționat chiar sub axilă, iar piciorul strâns legat în mod bizar de restul corpului. Însa Ingres și-a permis în mod conștient să deformeze trupul. Dacă ar fi pictat Odalisca respectând cu rigurozitate anatomia și principiile academice ale picturii, ar mai fi fost ea, oare, atât de neobișnuită și fermecatoare ?